# Wielokąt (grafika)
Wielokąt (ang. polygon) – obiekt używany do tworzenia obrazów wyglądających na trójwymiarowe.
Podczas modelowania powierzchni tworzonego obiektu wybierane są wierzchołki, które łączone odcinkami tworzą siatkę wielokątów modelu – wtedy grafik jest w stanie szybko ocenić efekty swej pracy i nanieść odpowiednie poprawki nie czekając na pełne wyrenderowanie modelu.
Przejście od modelu do ostatecznego obiektu odbywa się poprzez zwiększenie liczby wielokątów prowadzące do wizualnego poprawienia gładkości danej powierzchni. Najczęściej w modelowaniu wykorzystywane są najprostsze wielokąty, takie jak trójkąty oraz czworokąty – stosowanie wielokątów o większej liczbie wierzchołków jest na ogół niepraktyczne, często także wolniejsze (jednostki pozwalające sprzętowo przyspieszyć przetwarzanie wielokątów zazwyczaj posiadają algorytmy zoptymalizowane do obsługi trójkątów).
Dla każdego wielokąta można zdefiniować tzw. „materiał”, czyli rodzaj graficznej faktury; definiuje on kolor lub teksturę wielokąta oraz parametry określające odbicia światła.